# Пояна (деревня, Васлуй)
Пояна (рум. Poiana)— деревня, расположенная в жудеце Васлуй в Румынии. Административно подчинена городу Негрешти.

## География
Деревня расположена в 284 км к северу от Бухареста, 26 км к северо-западу от Васлуя, 39 км к югу от Ясс.

## Население
По данным переписи населения 2002 года в селе проживали 276 человек.

### Национальный состав
| Национальность | Кол-во человек | Процент |
| -------------- | -------------- | ------- |
| Румыны         | 276            | 100 %   |

### Родной язык
| Язык      | Кол-во человек | Процент |
| --------- | -------------- | ------- |
| Румынский | 276            | 100 %   |